# Alerta de código ámbar
En el sistema del metro de Londres, una alerta de código ámbar implica que todos los trenes deben parar en la siguiente estación y dejar a los pasajeros. La alerta de código ámbar tuvo lugar en resupuesta tanto a los atentados del 7 de julio de 2005 como en los del 21 de julio.
La alerta de código rojo es la siguiente en cuanto a gravedad, donde todos los trenes paran dondequiera que estén situados.
- Datos: Q5140062